# Build-a-lot
Build-a-lot (в переводе с англ. — «Построй-ка») — серия казуальных бизнес-симуляторов для операционных систем IOS, Windows и других. Первая игра серии была выпущена для Windows в 2007 году.
Игра была создана фирмой HipSoft и издана вместе с компанией MumboJumbo. Построй-ка также была портирована на macOS фирмой Red Marble Games. В 2009 году игра была портирована на мобильные телефоны серии BlackBerry компанией Glu. Также игра была портирована на игровую приставку Nintendo DS 18 августа 2011 года. В июле 2013 года Построй-ка 3 и Построй-ка 4 были портированы на операционную систему Android также компанией Glu.

## Сюжет
Необходимо помочь мэрам из восьми разных городов, выполняя указанные ими задания: это может быть как и постройка домов, так и их модернизация.

## Геймплей
Игра представляет собой различные городки, основной задачей на каждом из них по-прежнему является: строить, модернизировать и продавать дома для получения прибыли. Также можно «флиппить» дома для быстрого получения денег наличными. Также имеется возможность сдавать постройки в аренду. После прохождения каждого уровня игрок видит оценку за проделанную работу, получаемую из: оставшегося количества денег, потраченного количества денег, потраченного времени на выполнение заданий. Игра содержит 35 различных уровней.

## Награды
Ниже предоставлен список наград, которые были получены разработчиками и издателями за создание этой игры.
- Построй-ка заняла первое место в номинации лучшая игра аркадного жанра в 2007 года по мнению Big Fish Games[8];
- Игра получила статус Казуальной игры недели на сайте killerbetties.com[9]. Причём администрация проекта отметила, что игра получила это звание из-за простой, но гладкой и приятной анимации, хороших эффектов и удивительно весёлого микроменеджмента в игре;
- Игра получила оценку, по данным на июнь 2017 года, 4.5 из возможных пяти баллов на проекте Yahoo! Games;
- «Стратегическая игра года» по мнению RealArcade[10];
- Игра была номинирована на Interactive Achievement Awards, в номинации «Лидер скачиваний 2008-о года».